# Tushe Pallamano Prato
La Tushe Pallamano Prato è una società di pallamano femminile con sede a Prato. Milita in Serie A1, la massima serie nazionale del campionato italiano di pallamano femminile.

## Storia
La Tushe Pallamano Prato viene fondata nel 2011 con l'intento di avere una squadra femminile nel territorio pratese, da sempre dominato dalla controparte maschile della Pallamano Prato; da sempre si è impegnata nel settore giovanile, nelle stagioni 2020-21 e 2021-22 sono arrivati i primi scudetti giovanili, dapprima con le Under-15 e successivamente con le Under-17.
La stagione 2021-2022 è stata anche quella della prima storica promozione in Serie A: dopo una stagione regolare dominata (17 vittorie e 1 pareggio in 18 incontri), la Tushe affronta i playoff promozione a Chieti. Dopo la vittoria all'esordio contro Dossobuono arrivano una sconfitta per mano dell'Aretusa e un pareggio con lo Schenna: quest'ultimo risultato porta le due squadre a pari punti in classifica, ma per la differenza reti favorevole (+0 a -1) passa la Tushe. La gara decisiva si gioca contro Chiaravalle, già affrontata e sconfitta in stagione regolare. Dopo un primo tempo chiuso sotto nel punteggio, le Tushe sfoderano una grande difesa nel secondo tempo e ribaltano il punteggio da 12-13 a 30-24, facendo scattare la festa promozione. La giornata successiva c'è ancora l'ultima gara che mette in palio la Coppa Italia di Serie A2: le favorite altoatesine del Bruneck rispettano il pronostico e vincono la manifestazione, ma non festeggeranno la promozione in quanto arriverà la rinuncia per problemi economici. La Tushe Prato sarà l'unica promossa dall'A2 sul campo a partecipare alla Serie A1.

## Palmares

### Competizioni giovanili
- Campionato italiano di pallamano femminile U15: 1

2020-21
- Campionato italiano di pallamano femminile U17: 1

2021-22

## Rosa 2022-2023
| N° | Naz.                | Ruolo | Sportivo              | Anno |  |  |
| -- | ------------------- | ----- | --------------------- | ---- |  |  |
| 44 | Italia (bandiera)   | P     | Elena Felet           | 1999 |  |  |
| 77 | Italia (bandiera)   | P     | Gianna Bartalucci     | 2005 |  |  |
| 4  | Italia (bandiera)   | T     | Viola Amerighi        | 2006 |  |  |
| 5  | Italia (bandiera)   | A     | Martina Micotti       | 2002 |  |  |
| 6  | Italia (bandiera)   | T     | Margherita Rossi      | 2002 |  |  |
| 7  | Italia (bandiera)   | T     | Melissa Gurra         | 2002 |  |  |
| 8  | Italia (bandiera)   | T     | Beatrice Borrini      | 2001 |  |  |
| 9  | Italia (bandiera)   | A     | Rebecca Micotti       | 2006 |  |  |
| 9  | Italia (bandiera)   | A     | Chiara Della Maggiora | 1998 |  |  |
| 10 | Italia (bandiera)   | PV    | Chiara Niccolai       | 2001 |  |  |
| 11 | Italia (bandiera)   | A     | Gaia Rubbino          | 2005 |  |  |
| 13 | Italia (bandiera)   | PV    | Sonia Sandroni        | 1991 |  |  |
| 15 | Italia (bandiera)   | A     | Erika Barbieri        | 1992 |  |  |
| 17 | Italia (bandiera)   | T     | Alessia Benelli       | 1997 |  |  |
| 18 | Italia (bandiera)   | T     | Charity Iyamu         | 2005 |  |  |
| 20 | Italia (bandiera)   | A     | Viola Rossi           | 2003 |  |  |
| 23 | Italia (bandiera)   | T     | Giulia Martinelli     | 2007 |  |  |
| 25 | Italia (bandiera)   | PV    | Virginia Ucchino      | 1998 |  |  |
| 88 | Colombia (bandiera) | A     | Maribel D'Avossa      | 1999 |  |  |